# Rutgert Vlieck
Rutger(t) Vlieck (Danzig omstreeks 1611 – Amsterdam, 13 mei 1673) was een boekhouder bij de Amsterdamse Wisselbank, een vroege centrale bank. Bij een onderzoek naar aanleiding van een bankrun die voortvloeide uit financiële onrust veroorzaakt door de gebeurtenissen van het rampjaar 1672, werd ontdekt dat hij jarenlang een deel van de jaarwinst van de bank in eigen zak had gestoken. Uit de stukken blijkt dat Vlieck sedert 1657 op grote schaal malitieuse affschrijvingen gedaan heeft. Dit voor een som van ongeveer 300.000 gulden. Het bedrag vertegenwoordigde een waarde van 15% van het eigen vermogen van de bank en vijfmaal de jaarwinst. Slechts een klein deel - ruim 20.000 gulden - van het verduisterde bedrag wist de bank terug te krijgen uit de verkoop van Vliecks bezittingen. Waarschijnlijk was het verduisterde bedrag nog hoger, omdat Vlieck bekende dat hij al voor 1657 had gefraudeerd.
Vlieck werd berecht en bekende op 18 april grif zijn wandaden. Hij werd ter dood veroordeeld, en zijn bezittingen werden geconfisqueerd. Op 13 mei 1673 is hij op de Dam voor het stadhuis met een zwaard onthoofd. Hij werd op dezelfde dag begraven in de Oude Kerk te Amsterdam.

## Familie
Vlieck trouwde in 1636 in Breukelen (ondertrouw Amsterdam d.d. 23 mei 1636) met Margarita Spiegel, een kleindochter van de schrijver Hendrik Laurensz. Spiegel.